# Gehrenbach-Stausee

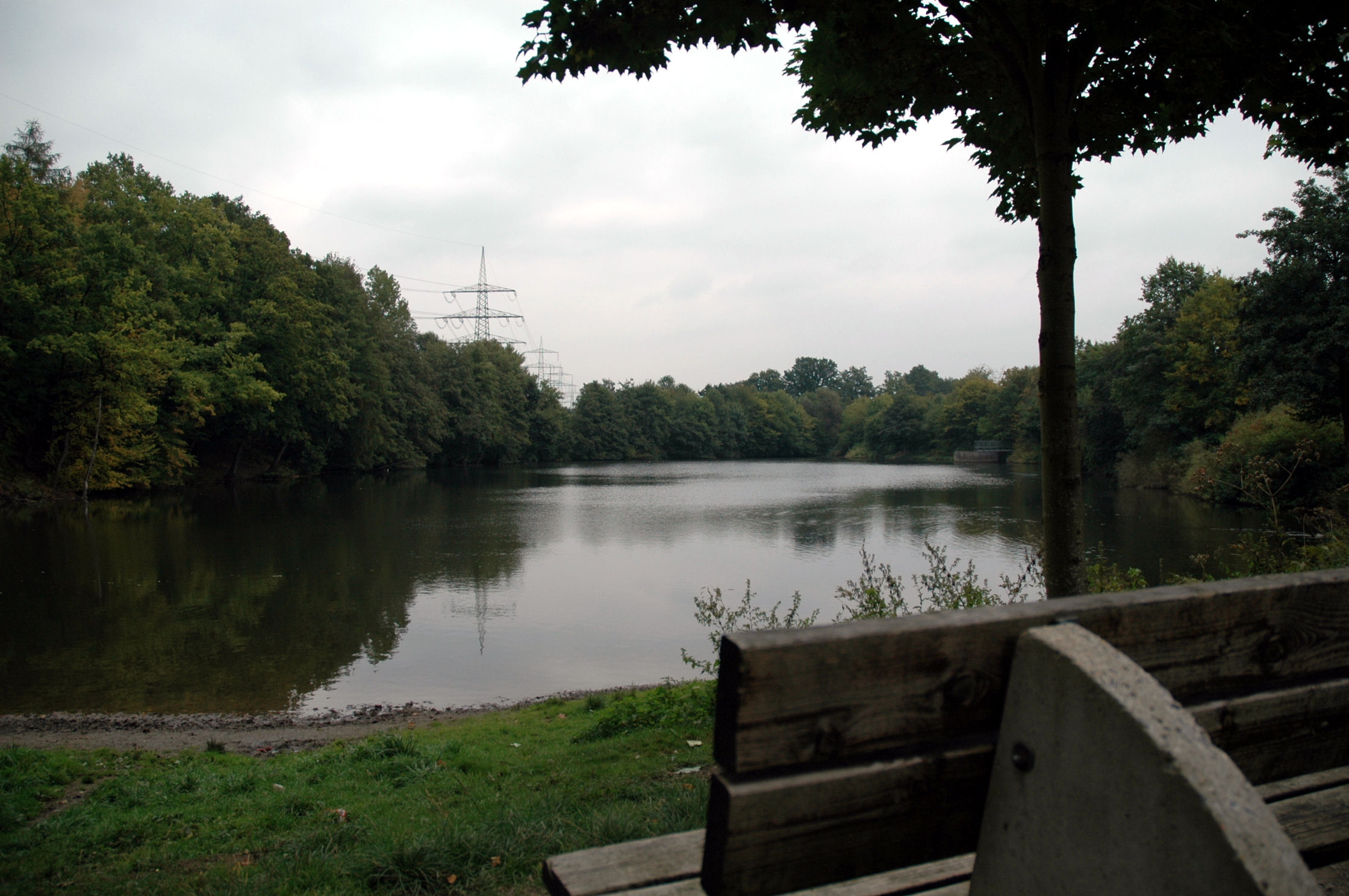
Blick über den Hauptteil des Gehrenbachstausees

Der Gehrenbach-Stausee ist ein Stausee beziehungsweise Hochwasserrückhaltebecken in Schwerte.
Der See wurde 1977 im Osten der Stadt (Schwerte-Ost) als Hochwasserschutzmaßnahme errichtet. Sein Nordufer liegt im Schwerter Ortsteil Lichtendorf. Er dient der Regulierung des Gehrenbach und schützt somit den Mühlenstrang sowie angrenzende Stadtgebiete vor Hochwassergefahren. Das Beckenvolumen beträgt insgesamt 101.200 Kubikmeter, wovon rund 35.000 Kubikmeter als Dauerstau angelegt sind. Aufgrund seines Fassungsvermögens gilt er als Talsperre.
Neben seiner Schutzfunktion wird der Stausee auch für Naherholungszwecke genutzt. Ein vorgelagerter Vorteich ergänzt das Wasserbauwerk und wurde 2004 umfassend saniert. Die technische Betreuung des Sees übernimmt die Stadtentwässerung Schwerte.

## Sanierung und Ablassen des Sees
Im November 2023 musste der Gehrenbach-Stausee für mehrere Monate abgelassen werden, da der Grundablass-Schieber defekt war. Dieser Schieber reguliert den Wasserablauf unter dem Staudamm und stellte aufgrund seiner Funktionsunfähigkeit ein Sicherheitsrisiko dar. Ein Versuch, ihn durch Taucher zu reparieren, war zuvor gescheitert. Um den Fischbestand zu schützen, wurden die Fische in Zusammenarbeit mit Fachleuten umgesiedelt. Die Arbeiten verzögerten sich durch ungünstige Witterungsbedingungen, konnten jedoch planmäßig abgeschlossen werden.

## Wiederbefüllung und Zukunft
Im März 2024 begann die Wiederbefüllung des Stausees nach Abschluss der Reparaturen. Amphibien kehrten in ihr Habitat zurück, und auch die Neuansiedlung von Fischen wurde vorbereitet. Vor der Flutung wurde das Ufer gesäubert, um optimale Bedingungen für die Tierwelt zu schaffen.